# Понка-Сити
Понка-Сити (англ. Ponca City) — город в округе Кей в американском штате Оклахома. Город был назван в честь племени понка. Население Понка-Сити составляло 24 424 человека по переписи 2020 года, что меньше, чем 25 387 человек по переписи 2010 года.

## Население
| 2010   | 2020    |
| ------ | ------- |
| 25 387 | ↘24 424 |